# محمد رؤوف باشا
محمد رؤوف باشا (بالتركية: Mehmed Rauf Paşa)‏‏ (ولدَ في 1832، إسطنبول - توفي في 1908، إسطنبول) هو سياسي عثماني، تولى منصب سرعسكر.

## مناصبه
تولى المناصب التالية:
- سرعسكر (1877–1878)
- مشير المدفعية  [لغات أخرى]‏ (1878–1879)
- والي البوسنة (1875–1875)